# Timotheus Polus
Timotheus Polus (* 1599 in Lauchstädt, Kurfürstentum Sachsen; † 2. Märzjul. / 12. März 1642greg. in Tallinn) war Poetikprofessor am Tallinner Gymnasium und ein wichtiger Vermittler der Barockpoetik in Estland.

## Biographie
Timotheus Polus ging in Halle zur Schule und wurde 1610 an der Leipziger Universität immatrikuliert. 1623 studierte er an der Universität Straßburg und wurde auf Vermittlung von Theophil Dachtler hin in Basel durch den Pfarrer und Hofpfalzgrafen Johann Jacob Grasser zum Dichter gekrönt. Spätestens im März 1628 traf er in Tallinn ein und erhielt eine Stellung als Lehrer. Mit der Gründung des Tallinner Gymnasiums 1631 wurde er dort Professor für Poetik. 1632 wurde er infolge eines Streites mit dem Rat der Stadt kurzzeitig entlassen, konnte aber nach einer Entschuldigung dort seine Arbeit bis zu seinem Tode fortsetzen.
1631 heiratete Polus Elsken (Elisabeth) von Wehren, eine Tochter des Tallinner Bürgers Thomas von Wehren. Aus der Ehe gingen mindestens drei Kinder hervor: Johann(es) († 9. Oktoberjul. / 19. Oktober 1674greg.), der Pastor in Haapsalu war, Thomas (1634–1708), der schwedischer Legationssekretär, Hofrat und Lehrer des späteren Königs Karl XII. war, und die jung verstorbene Tochter Christine († 3. Maijul. / 13. Mai 1635greg.).

## Literarische Tätigkeit
Bereits während seiner Studien in Straßburg lernte Polus die Poetik des deutschen Barockdichters Martin Opitz kennen, die dieser in seinem Buch von der Deutschen Poeterey (1624) ausgearbeitet hatte. Grundgedanke dieser neuen Poetik war unter anderem, dass man auch in anderen Sprachen als lediglich den klassischen Sprachen wie Latein und Griechisch dichten konnte. Folglich verfasste Polus auch Gelegenheitsdichtung auf Deutsch.
Als Reiner Brocmann 1634 in Tallinn eintraf und im nächsten Jahr sich auch der deutsche Barockdichter Paul Fleming längere Zeit dort aufhielt, schlossen sie sich – unter anderem auch mit Timotheus Polus – zu einer sog. Schäfergesellschaft zusammen, in der man sich der Gelegenheitsdichtung widmete. Neben deutschen und lateinischen Gedichten entstanden nun auch estnische Gedichte, als deren Begründer somit Reiner Brocmann angesehen werden kann. Höchstwahrscheinlich ist es gerade Timotheus Polus‘ Verdienst, dass die Opitzschen Regeln auch in Estland Anwendung fanden.
Der estnische Schriftsteller Herbert Salu hat hierüber unter anderem den Roman Lasnamäe lamburid ('Die Schäfer von Lasnamäe', 1978) verfasst.